# Andilly-en-Bassigny
Andilly-en-Bassigny é uma comuna francesa na região administrativa de Grande Leste, no departamento de Haute-Marne. Estende-se por uma área de 8,42 km². Em 2010 a comuna tinha 107 habitantes (densidade: 12,7 hab./km²).